# العلاقات البرازيلية الصينية
العلاقات البرازيلية الصينية هي العلاقات الثنائية التي تجمع بين البرازيل والصين.

## مقارنة بين البلدين
هذه مقارنة عامة ومرجعية للدولتين:
| وجه المقارنة                                              | البرازيل | الصين                    |
| --------------------------------------------------------- | --- | ------------------------ |
| المساحة (كم2)                                             | 8.52 مليون | 9.60 مليون               |
| عدد السكان (نسمة)                                         | 202.66 مليون | 1.33 مليار               |
| الكثافة السكانية (ن./كم²)                                 | 23.79 | 138.54                   |
| العاصمة                                                   | برازيليا، ريو دي جانيرو | بكين                     |
| اللغة الرسمية                                             | برتغالية برازيلية، Brazilian Sign Language ‏ | اللغة الصينية القياسية   |
| العملة                                                    | ريال برازيلي، كروزيرو ريال برازيلي ‏، كروزيرو البرازيلية (1990–1993)، البرازيلي كروزادو نوفو، كروزادو برازيلي، cruzeiro ‏، كروزيرو البرازيلية (1942–1967)، الريال البرازيلي (قديم) | رنمينبي                  |
| الناتج المحلي الإجمالي (بليون دولار)                      | 2.06 تريليون | 12.24 تريليون            |
| الناتج المحلي الإجمالي (تعادل القوة الشرائية) بليون دولار | 3.22 تريليون | 19.82 تريليون            |
| الناتج المحلي الإجمالي الاسمي للفرد دولار أمريكي          | 8.54 ألف | 8.03 ألف                 |
| الناتج المحلي الإجمالي للفرد دولار أمريكي                 | 15.89 ألف | 13.21 ألف                |
| مؤشر التنمية البشرية                                      | 0.754 | 0.728                    |
| رمز المكالمات الدولي                                      | +55 | +86                      |
| رمز الإنترنت                                              | .br | .cn، .中国 ‏، .中國 ‏      |
| المنطقة الزمنية                                           | | توقيت الصين، ت ع م+08:00 |

## مدن متوأمة
في ما يلي قائمة باتفاقيات التوأمة بين مدن برازيلية وصينية:
- ترتبط بورتو أليغري مع سوجو باتفاقية توأمة منذ 1994.
- ترتبط ساو خوسيه دوس بينيايس مع زيبو باتفاقية توأمة.
- ترتبط فيتوريا، البرازيل مع زوهاي باتفاقية توأمة.
- ترتبط إباتينجا مع سوجو باتفاقية توأمة.
- ترتبط برازيليا مع شيان باتفاقية توأمة منذ 2004.
- ترتبط ريو دي جانيرو مع بكين باتفاقية توأمة منذ 1969.
- ترتبط ساو باولو مع نينغبو باتفاقية توأمة منذ 2004.[14][14][14][14]
- ترتبط إتاخايي مع شينشيانغ باتفاقية توأمة.
- ترتبط أوساسكو مع شوزهو باتفاقية توأمة منذ 4 يوليو 2006.[15]
- ترتبط لوندرينا مع تشنجيانغ باتفاقية توأمة.
- ترتبط ريسيفي مع ماكاو باتفاقية توأمة.
- ترتبط سوروكابا مع ووشي باتفاقية توأمة.
- ترتبط كوريتيبا مع هانغتشو باتفاقية توأمة.[16][17]
- ترتبط ريو برانكو مع زوهاي باتفاقية توأمة.
- ترتبط كامبو غراندي مع تشنغتشو باتفاقية توأمة.
- ترتبط فيلا فاليا مع تشينغداو باتفاقية توأمة.

## منظمات دولية مشتركة
يشترك البلدان في عضوية مجموعة من المنظمات الدولية، منها:
| علم المنظمة | اسم المنظمة                        | تاريخ انضمام البرازيل | تاريخ انضمام الصين |
| ----------- | ---------------------------------- | --------------------- | ------------------ |
|             | الاتحاد البريدي العالمي            | ?                     | ?                  |
|             | يونسكو                             | 4 نوفمبر 1946         | 4 نوفمبر 1946      |
|             | البنك الدولي للإنشاء والتعمير      | 14 يناير 1946         | 27 ديسمبر 1945     |
|             | مجلس الأمن التابع للأمم المتحدة    | 1946                  | 25 أكتوبر 1971     |
|             | البنك الإفريقي للتنمية             | ?                     | ?                  |
|             | منظمة الشرطة الجنائية الدولية      | ?                     | ?                  |
|             | الأمم المتحدة                      | 24 أكتوبر 1945        | 25 أكتوبر 1971     |
|             | مؤسسة التنمية الدولية              | 15 مارس 1963          | 24 سبتمبر 1960     |
|             | مجموعة العشرين                     | ?                     | ?                  |
|             | منظمة التجارة العالمية             | ?                     | 11 ديسمبر 2001     |
|             | وكالة ضمان الاستثمار متعدد الأطراف | 7 يناير 1993          | 30 أبريل 1988      |
|             | الاتحاد الدولي للاتصالات           | 4 يوليو 1877          | 1 سبتمبر 1920      |
|             | مؤسسة التمويل الدولية              | 31 ديسمبر 1956        | 15 يناير 1969      |
|             | مجموعة الموردين النوويين           | ?                     | ?                  |
|             | بريكس                              | ?                     | ?                  |
|             | الفريق المعني برصد الأرض           | ?                     | ?                  |
|             | منظمة حظر الأسلحة الكيميائية       | ?                     | ?                  |

## أعلام
هذه قائمة لبعض الشخصيات التي تربطها علاقات بالبلدين:
- فيليبي ألميدا وو (لاعب رماية صيني، 11 يونيو 1992 – )

## وصلات خارجية
- موقع وزارة الخارجية البرازيلية
- موقع وزارة الخارجية الصينية